# Calamobius filum
Calamobius filum là một loài bọ cánh cứng trong họ Cerambycidae.

## Hình ảnh

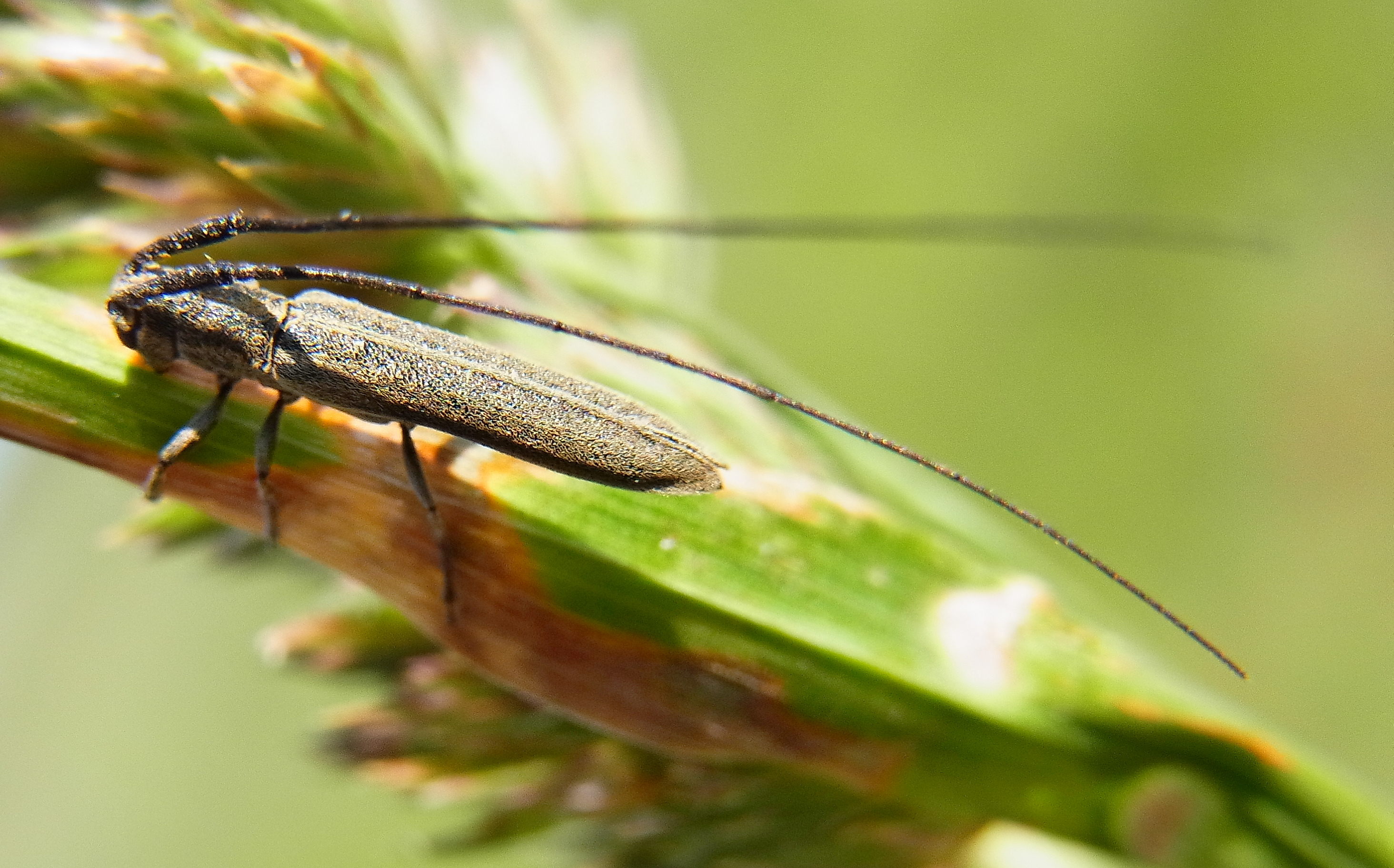
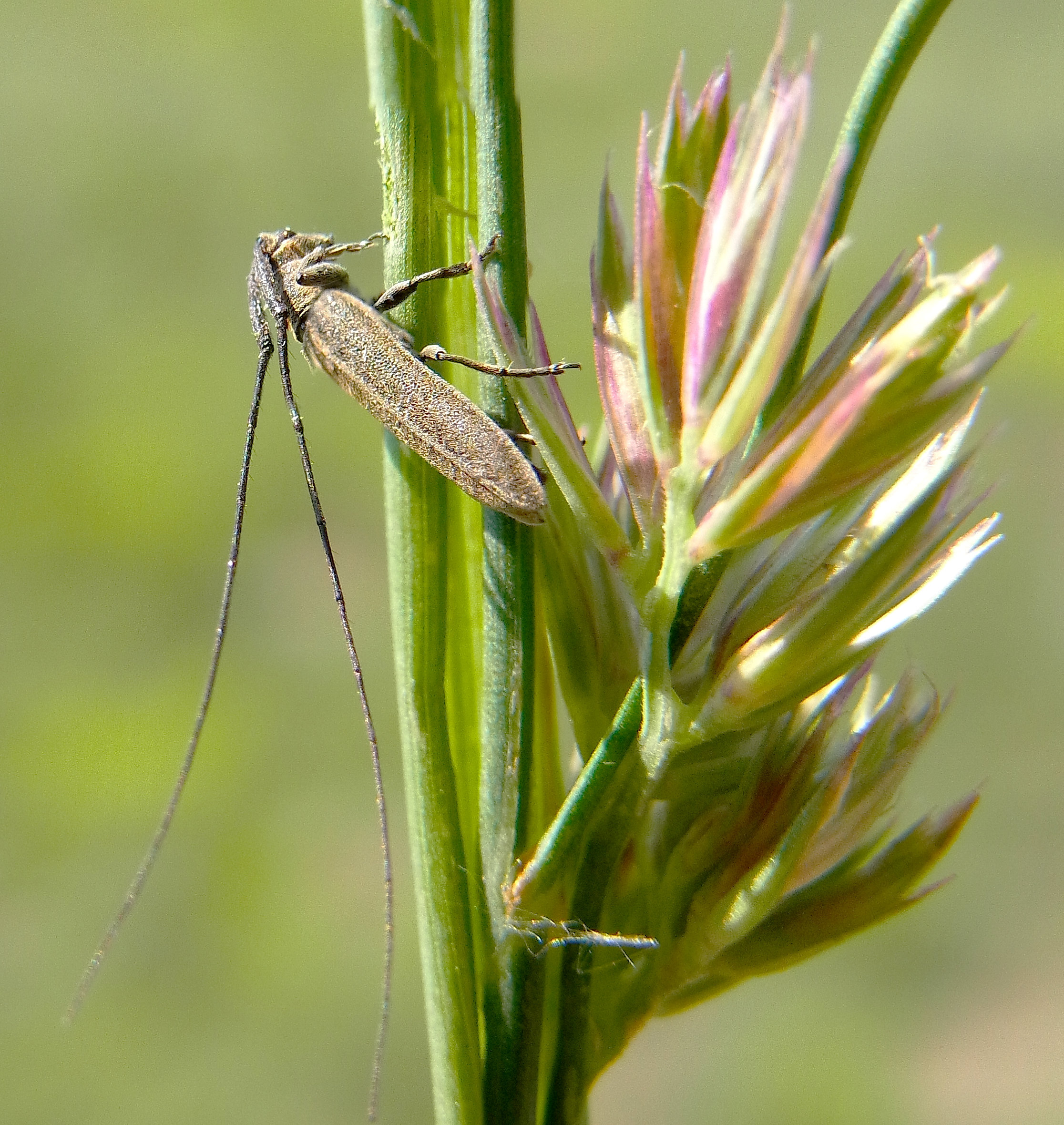
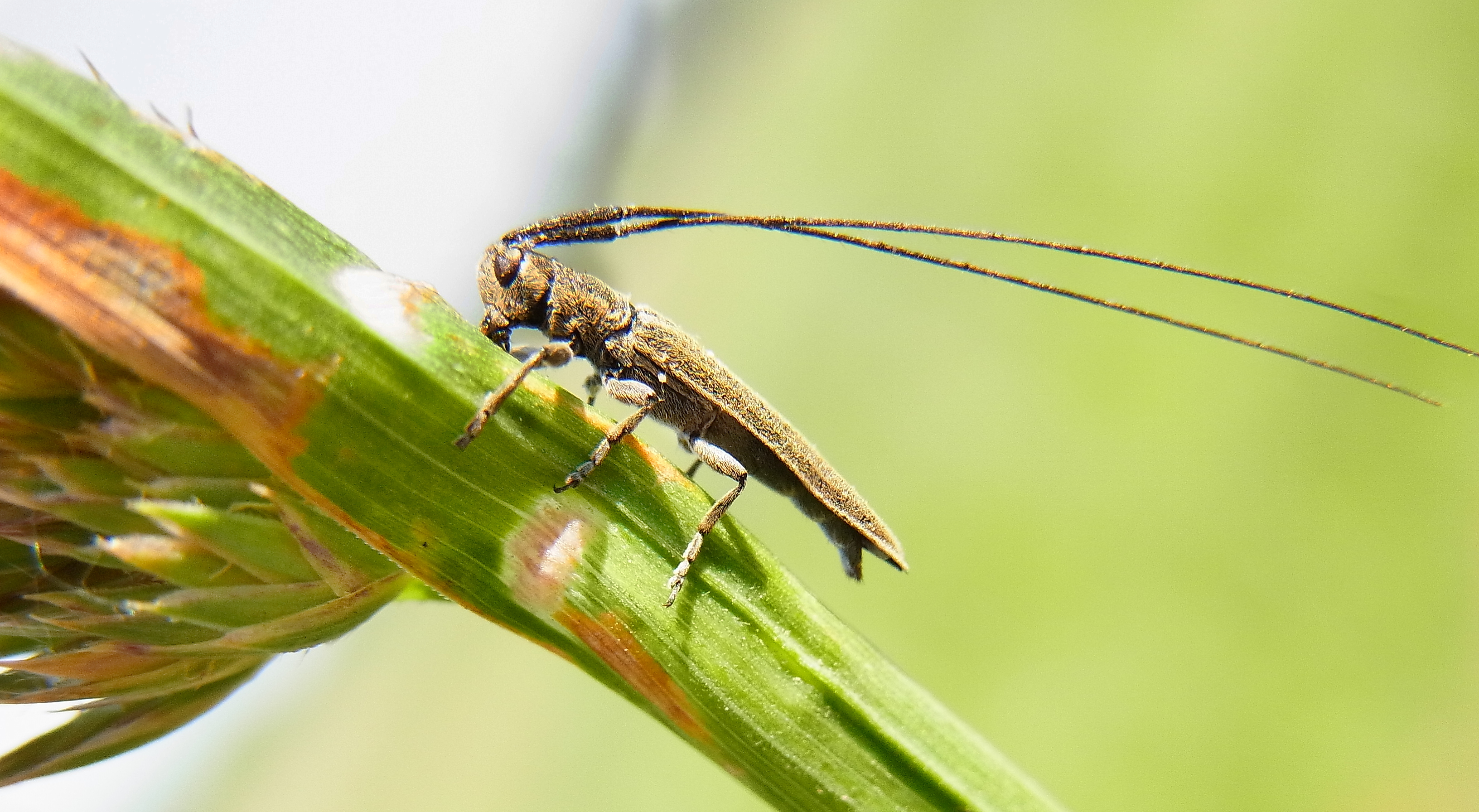
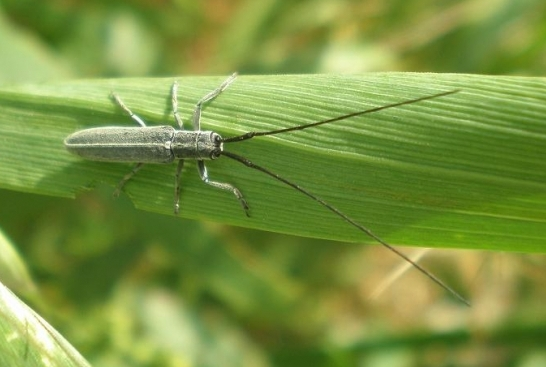